# Сульфонфталеїни
Сульфонфталеїни (рос. сульфонфталеины, англ. sulfonphthaleines) — 3,3-Біс(гідроксиарил)-3Н-2,1-бензоксатіол-S, S-діоксиди, утворені конденсацією о-сульфобензойної кислоти з фенолами або спорідненими сполуками. Пор. фталеїни.